# Toepfer International
Toepfer International (offizieller Firmenname: Alfred C. Toepfer International G.m.b.H.) war ein deutsches Unternehmen im Bereich des Agribusiness, welches auch im Bereich Logistik tätig war. Der Firmensitz war von Beginn an Hamburg. Es wurde im Jahr 2014 vom US-amerikanischen Agrarkonzern Archer Daniels Midland übernommen und firmiert seither in der Unternehmensgruppe unter dem neuen Namen ADM Germany GmbH.

## Geschichte
Die Unternehmensgeschichte geht zurück auf den Unternehmer Alfred Toepfer. Dieser gründete Toepfer International (als Firma Alfred C. Toepfer) im Jahr 1919. Das Unternehmen betrieb von Beginn an weltweiten Handel mit landwirtschaftlichen Produkten, insbesondere Getreide, Futtermittel, pflanzlichen Öle, sowie Ölsaaten und Düngemittel.
Ab 1951 unterhielt das Unternehmen eine Reederei. Das erste Schiff an dem sich Toepfer beteiligte, war die Melanie Schulte, die bereits auf der zweiten Rundreise sank. Anfangs wurden hauptsächlich Massengutschiffe betrieben, auf denen zum Teil auch Autos transportiert wurden, später besaß das Unternehmen Containerschiffe. 2016 ging die Alfred C. Toepfer Schifffahrtsgesellschaft in die Insolvenz und wurde aufgelöst.
1961 wurde das Kapital der persönlich haftenden Gesellschafterin der Firma, der Alfred C. Toepfer Verwaltungsgesellschaft, vollständig an die Stiftung des Firmengründers Alfred Toepfer Stiftung F.V.S. übertragen. Diese fungierte neben ihrer kulturelle Belange fördernden Aufgabenstellung bis in die 1980er Jahre als wesentliche Kapitalträgerin der Firma. Sie gehörte zu den „führenden international tätigen Getreide- und Futtermittelhandelsfirmen“, die inklusive ihrer Beteiligungen an Landhandel und Schifffahrt Mitte der 1970er Jahre einen Umsatz von ca. 10 Mrd. DM erreichte.
Neben dem eigentlichen Handelsgeschäft bot das Unternehmen ergänzende Finanzdienstleistungen für ihre Kunden an, die stets im Zusammenhang mit dem Handelsgeschäft standen. Ergänzend wurden auch Kapazitäten im Bereich der Logistik der produzierten Güter angeboten. Das Unternehmen hatte weltweit 42 Niederlassungen. Mehr als 2.000 Mitarbeiter waren zuletzt bei Toepfer International beschäftigt. Im Geschäftsjahr 2007/2008 wurden ca. 9,9 Mrd. € umgesetzt.